# 同相五角台塔丸塔
同相五角台塔丸塔（どうそうごかくだいとうまるとう、Pentagonal orthocupolarotunda）とは、32番目のジョンソンの立体で、正五角台塔(J5)と正五角丸塔(J6)との底面同士を、三角形の面が正方形や五角形の面と隣り合うように貼りあわせた形である。

## 関連図形
| 正五角台塔 （丸塔を除く）             | 正五角丸塔 （台塔を除く）                             | 異相五角台塔丸塔 （片側を36°回す）                    | 同相五角台塔丸塔柱 （間に角柱を追加） |
| 五角台塔丸塔反柱 （間に反角柱を追加） | 同相双五角台塔 （同相になるように丸塔を台塔に変える） | 同相双五角丸塔 （同相になるように台塔を丸塔に変える） |                                       |